# Phường 10, Gò Vấp
Phường 10 là một phường thuộc quận Gò Vấp, Thành phố Hồ Chí Minh, Việt Nam.
Phường là nơi đặt trụ sở nhiều cơ quan hành chính quan trọng của quận như: Ủy ban Nhân dân và Hội đồng nhân dân.

## Địa lý
Phường 10 nằm ở trung tâm quận Gò Vấp, có vị trí địa lý:
- Phía đông giáp Phường 7 và Phường 17 với ranh giới là đường Nguyễn Oanh
- Phía tây giáp Phường 11 với ranh giới là đường Thống Nhất
- Phía nam giáp quận Tân Bình, đông nam giáp Phường 3
- Phía bắc giáp Phường 16 và Phường 17 với ranh giới là đường Nguyễn Văn Lượng.

Phường có diện tích 1,65 km², dân số năm 2021 là 45.872 người,  mật độ dân số đạt 27.801 người/km².

## Hành chính
Phường 10 được chia thành 12 khu phố và 179 tổ dân phố.